# Mas Tomas
El Mas Tomas és una obra de Fornells de la Selva (Gironès) inclosa a l'Inventari del Patrimoni Arquitectònic de Catalunya. És un edifici civil orientat a migdia, cobert amb teulada a dues vessants amb desaigua a les façanes laterals. La disposició de les teulades és amb poca pendent. A la façana principal hi ha un portal rectangular de pedra treballada i damunt d'aquesta també una finestra de pedra treballada al costat de la qual hi ha un rellotge de sol. La part del darrere ha estat habilitada per a l'elaboració de formatges.